# Marktentwicklung
Unter Marktentwicklung versteht man in der Mikroökonomie alle Veränderungen von Marktdaten, die auf einem bestimmten Markt oder einem bestimmten Marktsegment eingetreten sind oder noch eintreten werden. 

## Allgemeines
Bei der Analyse der Marktentwicklung werden alle Marktarten untersucht, also Gütermarkt (Güter und Dienstleistungen, Immobilienmarkt oder Kunstmarkt) und Finanzmarkt (Devisen-, Geld-, Kapital- und Kreditmarkt) unter Berücksichtigung ihrer spezifischen Eigenheiten. Auf den Finanzmärkten ist vor allem die Marktentwicklung der Börsen (Wertpapierbörsen, Warenbörsen, Energiebörsen) von Interesse. Auch Teilmärkte wie Arbeitsmarkt, Konsumgütermarkt, Lebensmittelmarkt oder Süßwarenmarkt können Gegenstand einer Analyse der Marktentwicklung sein. 
Die Marktentwicklung hat für die Marktteilnehmer, aber auch für andere Interessenten oder Fachgebiete (Marketing, Marktforschung, Analysten) große Bedeutung und ist deshalb permanent zu untersuchen. Sie kann mit Hilfe von üblichen Analysemethoden untersucht werden. Eine Totalanalyse befasst sich mit dem gesamten Markt, die Partialanalyse untersucht Teilbereiche. Spezielle Analyseformen sind die Szenarioanalyse oder die Schwachstellenanalyse. Die Größe der Märkte richtet sich nach dem Marktvolumen (Umsatz). So können beispielsweise – nach abnehmendem Marktvolumen – Arbeitsmarkt, Kapitalmarkt, Geldmarkt, Konsumgütermarkt, Lebensmittelmarkt oder Süßwarenmarkt Gegenstand einer Analyse der Marktentwicklung sein.

## Marktanalyse
Untersucht eine Marktanalyse beispielsweise den Süßwarenmarkt (2014: 14,38 Mrd. € Marktvolumen in Deutschland) genauer, so gibt es hier die Marktsegmente Schokoladenwarenmarkt (5,26 Mrd. € Marktvolumen), Teilsegmente des letzteren sind wiederum „gefüllte Tafeln und Riegel“ (1,302 Mrd. € Marktvolumen) oder Weiße Schokolade (69,1 Mio. € Marktvolumen). Marktdaten sind Marktvolumen, Marktform, Preis, Produktlebenszyklus, Anbieter und Nachfrager und Kaufkraft. Ergebnis der Analyse bilden betriebswirtschaftliche Kennzahlen. Dazu gehören insbesondere
{\displaystyle {\text{Marktvolumen}}={\text{Inlandsproduktion}}+{\text{Importe}}-{\text{Exporte}}}
{\displaystyle {\text{Marktanteil}}={\frac {\text{Umsatzvolumen}}{\text{Marktvolumen}}}\ \cdot 100\,\%}
{\displaystyle {\text{Marktsättigung}}={\frac {\text{Marktvolumen}}{\text{Marktpotenzial}}}\ \cdot 100\,\%}
{\displaystyle {\text{Marktpotenzial}}={\text{(Zahl der Verbraucher)}}\,\cdot \,{\text{(Kaufmenge je Beschaffungsakt)}}\,\cdot \,{\frac {\text{Kauffrequenz}}{\text{Jahr}}}\,\cdot \,{\text{Zyklusdauer}}}
Die Marktanalyse besitzt in einem Unternehmen eine große Bedeutung für den Unternehmenserfolg. Sie beinhaltet vier Analyseschritte:
- Analyse des relevanten Zielmarktes, Verteilung der Marktanteile (Vergangenheitsanalyse);
- Bedürfnisstruktur der Nachfrager: was wird nachgefragt (Produkteigenschaften), wie wird nachgefragt (Kaufverhalten), Marktmacht der Käufer und Anbieter (Analyse der Marktstruktur);
- Marktphasen als spezifische Entwicklungsstufen eines Marktes (Wachstumsmarkt, gesättigter Markt, Schrumpfmarkt, zyklischer Markt);
- Prognose des Marktpotenzials (Zukunftsanalyse).

## Formen
Die Marktentwicklung kann in drei Formen auftreten:
- Neue Marktsegmente: Treffen die auf einem relevanten Markt angebotenen Produktgruppen oder Dienstleistungsarten auf andere Teilmärkte mit anderen Kundengruppen und Kundentypen, so werden neue Marktsegmente erschlossen.
- Neue Marktteilnehmer: Einerseits kann das Güterangebot durch neue oder ausscheidende Unternehmen verändert werden, andererseits kann sich die Güternachfrage durch neue oder ausscheidende Nachfrager verändern.
- Neue Regionen: Die Globalisierung ermöglicht eine Ausdehnung nationaler Märkte auf die internationale Ebene. Regionale Märkte wiederum können auf nationaler Ebene verbreitert werden.

Mit der Marktentwicklung ist also stets die Veränderung bestehender Marktdaten verbunden. Verändert sich die Produktvielfalt (durch Produktdifferenzierung, Produktvariation, Produktentwicklung, Produkteliminierung), so wirkt sich dies auf die Marktentwicklung aus.

## Wirtschaftliche Aspekte
Die Marktentwicklung ist Bestandteil der Wettbewerbsstrategie des Harry Igor Ansoff. Für ihn handelte es sich zunächst nur dann um eine Diversifikation, wenn ein Unternehmen neue Produkte auf neuen Märkten absetzt. Er relativierte dann 1965 seinen Diversifikations-Begriff, als er unter anderem die Produktentwicklung zur Diversifikation hinzurechnete. Die Marktentwicklung betrifft in Ansoffs Produkt-Markt-Matrix den Vertrieb vorhandener Produkte/Dienstleistungen auf neuen Märkten:
|                   | Bestehende Produkte | Neue Produkte      |
| Bestehende Märkte | Marktdurchdringung  | Produktentwicklung |
| Neue Märkte       | Marktentwicklung    | Diversifikation    |

Bei der Analyse der Marktentwicklung der Vergangenheit werden sämtliche Marktdaten gesammelt, die bereits eingetreten sind. Dies wird in Wirtschaftsstatistiken ausgewertet wie etwa die Entwicklung des Gebrauchtwagenmarkts zwischen 1990 und 1999. Vor allem für Zwecke der Marktforschung und des Marketings ist aber die künftige Marktentwicklung von besonderen Interesse. Dazu können Markttendenzen (vor allem Börsentendenzen) unter anderem aus Vergangenheitsdaten durch Trendextrapolation für die Zukunft abgeleitet werden. Die künftige Marktentwicklung kann von einem Marktwachstum (Wachstumsmarkt als Zukunftsmarkt), stagnierenden Märkten oder Marktsättigung gekennzeichnet sein. Eine Marktprognose kann das Marktpotenzial aufzeigen, damit Marktteilnehmer marktrelevante Entscheidungen treffen können. 
Eine Fehleinschätzung der Marktentwicklung kann zu erheblichen wirtschaftlichen Folgen für das betroffene Unternehmen führen. Unerwartete Bedarfsverschiebungen bringen Umsatzeinbußen und damit Gewinnrückgänge oder Verlusterhöhungen bis hin zur Unternehmenskrise mit sich, verspätete oder nicht durchgeführte Produktinnovationen führen zum selben Effekt. So hatte Henry Ford die Beziehung zur Marktentwicklung verloren, als sein Unternehmen Ford zu Beginn der 1920er Jahre nicht auf die Kundenwünsche nach komfortableren, schwereren und geschlossenen Wagen reagierte. Als Folge musste das Unternehmen im Mai 1927 seinen Betrieb für fast ein Jahr einstellen. Die Verluste der Barings Bank im Februar 1995 in Höhe von 1,4 Mrd. GBP können vordergründig als Marktrisiko eingestuft werden, da die Zins- und Indexspekulationen ihres Traders Nick Leeson auf der falschen Einschätzung von Marktentwicklungen beruhten. Diese führten im März 1995 zur Insolvenz der Bank.